# Mercedes Ruiz Moreno
Mercedes Ruiz Moreno   (Camas, 1943) també coneguda com a Ruiz-Moreno és una metgessa pediatra, investigadora i professora universitària sevillana, destacada pels seus treballs sobre el tractament de l'hepatitis en els xiquets.

## Biografia
Llicenciada en Medicina per la Universitat Complutense de Madrid (1968), es va especialitzar en pediatria a la mateixa universitat i en l'aparell digestiu en l'Autònoma madrilenya (UAM). Va aconseguir el doctorat en Medicina i Cirurgia també per la UAM, on va començar a treballar com a professora associada en 1978, obtenint la titularitat en el Departament de Pediatria en 1990. És investigadora titular de la Fundación Jiménez Díaz, sotsdirectora de docència i directora, des de 2008, de la Càtedra de Medicina genòmica 'UAM-Fundación Jiménez Díaz'. El seu camp de treball s'ha centrat en l'àmbit de la nutrició i la hepatologia en relació amb la medicina pediàtrica.
Autora de més de cent articles científics en revistes i publicacions especialitzades i una trentena de capítols en obres col·lectives, membre d'una desena de societats científiques nacionals i internacionals, les seues aportacions al «tractament i en la prevenció de malalties hepàtiques en els xiquets» li van valer ser guardonada en 1996 amb el Premi Rei Jaume I a la Recerca Mèdica que atorga la Generalitat Valenciana.